# Кенџи Жирак
Кенџи Жасон Меје (француски и каталонски језик: Kendji Jason Maillié; Периге, 3. јул 1996), познатији као Кенџи Жирак (Kendji Girac) француски је поп-фолк певач. Широј јавности постаје познат током 2014. након победе у трећој сезони француске верзије музичког такмичења The Voice: la plus belle voix, где му је ментор био чувени либански певач Мика. У својим песмама комбинује традиционалну циганску музику Шпаније и фламенко (Жирак је пореклом каталонски Ром), а иако је каталонски његов матерњи језик, пева на француском и шпанском језику.

## Биографија
У септембру 2014. објављује дебитантски албум под насловом Kendji на ком се нашао и његов дебитантски сингл Color Gitano, а највећи успех на албуму остварује песма Andalouse која је у кратком периоду заузела високе позиције на топ-листама франкофоних земаља.
Албум је наишао на одличан пријем код публике и за свега неколико месеци продат је у преко милион копија што му је донело статус дијамантског издања. У децембру 2014. додељена му је награда музичке телевизије NRJ за најбољег дебитанта франкофоне музичке сцене. На албуму се нашла и песма One Last Time (Attends-moi) коју је урадио у сарадњи са америчком певачицом Аријаном Гранде.
У октобру 2015. објавио је други студијски албум под насловом  са ког су се издвојили синглови Me Quemo, Les yeux de la mama и No Me Mirès Màs.
Године 2017. одиграо је епизодну улогу у француској филмској комедији Chacun sa vie et son intime conviction.

## Дискографија
| Назив                           | Албум                                                              | Класман   | Класман | Класман | Класман   | Класман | Продаја                           | Сертификација       |
| Назив                           | Албум                                                              | Француска | Белгија | Белгија | Холандија | Шведска | Продаја                           | Сертификација       |
| ------------------------------- | ------------------------------------------------------------------ | --------- | ------- | ------- | --------- | ------- | --------------------------------- | ------------------- |
| Kendji 2015                     | - Датум: 8. септембар 2014. - Лабел Mercury - Формат: Компакт-диск | 1         | 119     | 1       | 53        | 22      | - Француска: 1,500,000 (стриминг) | - SNEP: 3× Diamond  |
| Ensemble Including 2016 reissue | - Датум: 30. октобар 2015. - Лабел: Mercury - Формат: CDd          | 1         | 88      | 1       | —         | 1       | - Француска: 1,000,000 (стриминг) | - SNEP: 2× Diamond  |
| Amigo                           | - Датум: 31. август 2018. - Лабел: Mercury - Формат: CD            | 1         | 69      | 1       | —         | 7       | - Француска: 350,000 (стриминг)   | - SNEP: 3× Platinum |
| Mi vida                         | - Датум: 9. октобар 2020. - Лабел: Mercury - Формат: CD            | 2         | 83      | 1       | —         | 5       |                                   |                     |